# Celonites jousseaumei
Celonites jousseaumei är en stekelart som beskrevs av François du Buysson 1906. Celonites jousseaumei ingår i släktet Celonites och familjen Masaridae.

## Underarter
Arten delas in i följande underarter:
- C. j. senegalensis
- C. j. asrensis